# 피에르 테야르 드 샤르댕

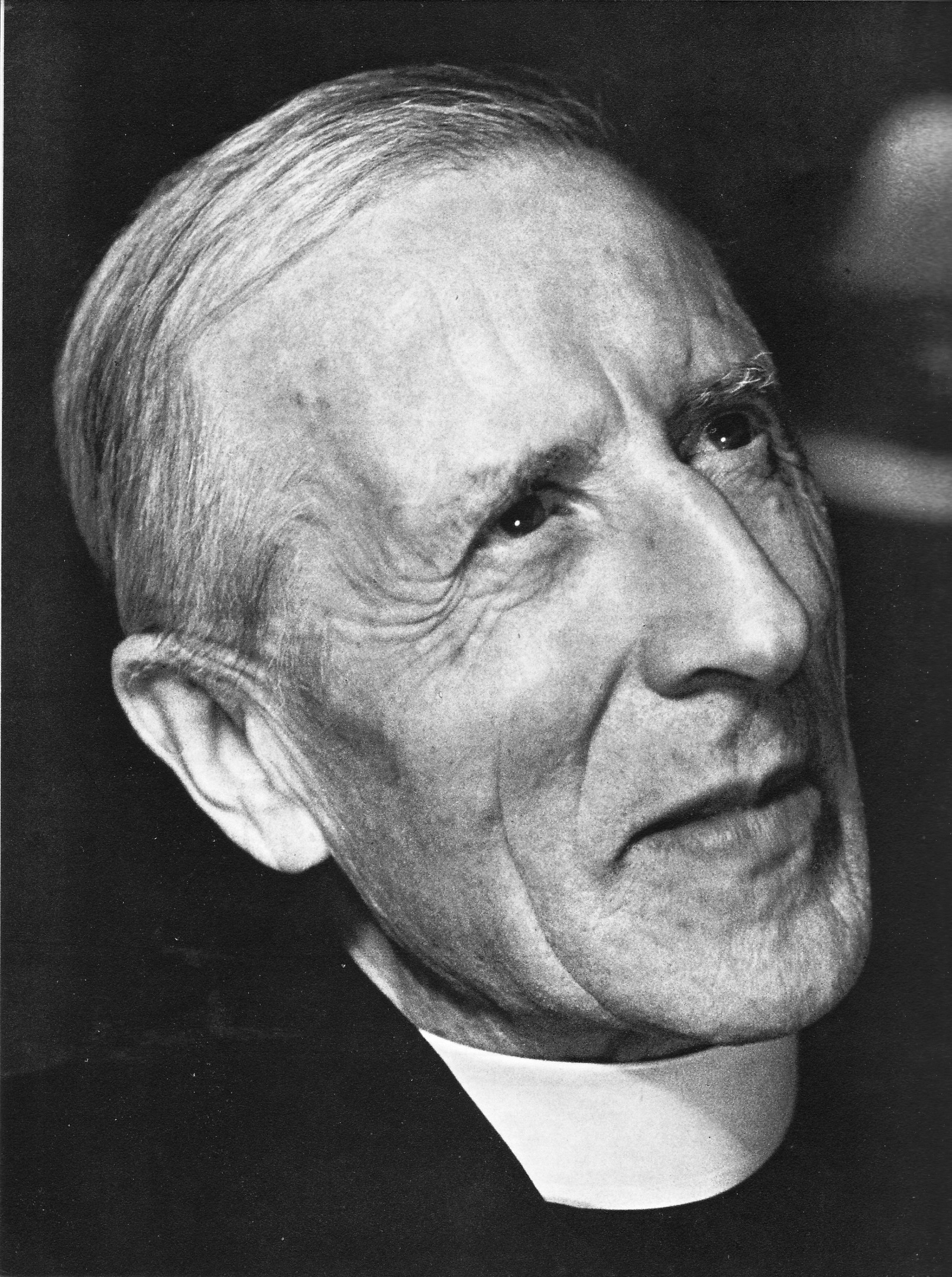
1947년

피에르 테야르 드 샤르댕(프랑스어: Pierre Teilhard de Chardin, 1881년 5월 1일 - 1955년 4월 10일)은 예수회 수도사 출신의 가톨릭 신부로 프랑스 관념주의 철학자이다. 고생물학자이자 지질학자로 훈련을 받은 그는 베이징 원인과 필트다운 인의 발견에 참여했다. 그는 오메가 포인트(Omega Point)라는 활력주의 이념을 고안했고, 베르나디스키(Vladimir Vernadsky의 정신권(noosphere)이라는 개념을 발달시켰다. 그에게 오메가 포인트는 우주가 그곳을 향해서 진화해 가는 최고수준의 복잡성과 의식이다.
그의 생각에 대한 교회의 비판도 있었지만, 그는 사후에 교황 베네딕트 16세와 다른 유명한 가톨릭의 인물들로부터 칭송을 받았다. 그리고 그의 신학적 입장은 프란치스코 교황의 회칙 "찬미를 받으소서"에 인용되었다. 진화생물학자들의 그의 저술에 대한 반응은, 몇 사람의 예외가 있기는 하지만, 단호히 부정적이다. 최근에 들어 그의 생각에 대하여 보다 긍정적인 글들이 나왔다.

## 같이 보기
- 오메가 포인트(영어판)